# Supersymmetrie

Voorbeeld van Feynmandiagrammen in een supersymmetrische uitbreiding van het standaardmodel

Supersymmetrie, dikwijls afgekort SUSY is een principe in de theoretische natuurkunde, is een theoretische uitbreiding voor het standaardmodel voor elementaire deeltjes.
In supersymmetrie heeft ieder elementair deeltje een zogenaamde superpartner. De partner van een boson is een fermion, en dat van een fermion is een boson.
De LSP (Lightest Supersymmetric Partner) is het lichtste van de supersymmetrische deeltjes die aan het systeem moeten worden toegevoegd. Deze LSP geldt als een belangrijke kandidaat voor de identiteit van de donkere materie: In tegenstelling tot de andere supersymmetrische deeltjes kan het niet spontaan vervallen (daarbij zouden weer nieuwe, nog lichtere, supersymmetrische deeltjes worden gevormd), en het heeft behalve door zijn massa mogelijk geen of bijna geen interactie met de ons bekende materie.
Indien men SUSY uitbreidt tot een lokale symmetrie (op dezelfde manier als het uitbreiden van een globale- naar een lokale ijktheorie), volgt daaruit op elegante manier de relativiteitstheorie. De theorie die hier het resultaat van is omvat zowel supersymmetrie als gravitatie en noemt men dus supergravitatie. Deze theorie komt ook voort uit snaartheorie, als de effectieve theorie bij lage energieën.
In de LHC wordt het ATLAS-experiment gebruikt om naar supersymmetrie te zoeken.  De negatieve resultaten van de LHC sinds 2010 hebben echter al enkele supersymmetrische uitbreidingen van het standaardmodel uitgesloten, en veel natuurkundigen zijn van mening dat het minimale supersymmetrische standaardmodel, hoewel niet uitgesloten, het hiërarchieprobleem niet langer volledig kan oplossen.